# 日向千歩
日向 千歩（ひなた ちほ、1991年2月17日 - ）は、日本の女性ファッションモデル、女優。所属事務所はインセントを経てアン・モデルエージェントに所属していた。
徳島県出身。

## 主な活動

### 雑誌
- non-no専属モデル

### テレビ
ドラマ
- 東京少女日向千歩（2009年1月期、BS-i） - 主演
- 小公女セイラ 第5・7話（2009年11月14・28日、TBS） - ゲスト・田所ゆかり 役
- GM〜踊れドクター 第3話（2010年8月1日、TBS） - ゲスト・佐々木美樹 役
- FACE MAKER（2010年10月-12月、読売テレビ） - 霧島京子 役

バラエティ
- 京都鉄道紀行～日向千歩が行く京阪電車の旅 (2010年3月21日、BS-TBS)
- 高倉文紀・日向千歩のGirlsNewsアクトレス（2010年4月 - 2011年3月、エンタ!371・Pigoo HD） - MC
- ウーマン・オン・ザ・プラネット（2014年9月27日 - 12月27日、日本テレビ）

### WEB
ドラマ
- TSC東京ガール（2008年10月 - 12月、BS-i）

デビュー作であり、主役に抜擢されたが撮影中の事故で右足首靱帯を損傷してしまい途中降板、代役は松山メアリ。
- デイドラ「夏休みの恋人～フィルムの中の彼と彼～」（2009年8月、アメブロ） - 木本リカ 役

その他
- 日向千歩インタビュー モッテコ書店 （2009年10月14日）[2]

### CM
- コナミ　ニンテンドーDSソフト「とんがりボウシと魔法の365にち」（2008年）
- 東京ディズニーシー「春のキャンパスデーパスポート」（2009年）
- 明治乳業「北海道十勝スマートチーズ<指揮牛篇>」（2009年）
- 京阪電気鉄道 4代目おけいはん（2009年 - 2012年）[3]

### PV
- かりゆし58「さよなら」（2009年2月4日発売、LD&K Records）
- ASIAN KUNG-FU GENERATION「マジックディスク」（2010年6月23日発売、キューンレコード）

### 写真集
- Chiho（2009年10月21日、学習研究社、撮影：西條彰仁）ISBN 978-4054043138

### CDジャケット
- スピッツ 「とげまる」（2010年）
- Atelier Bossa-Conscious 「桜Bossa」（2011年）

### DVD
- 京阪電車〜日向千歩（四代目おけいはん）と行く京阪沿線紀行〜（2010年9月15日、ポニーキャニオン）[4]